# Канонжия, Жозе Авелину
Жозе́ Авели́ну Кано́нжия (порт. José Avelino Canongia, 10 ноября 1784, Оэйраш, близ Лиссабона ― 10 июля 1842, Лиссабон) ― португальский кларнетист.

## Биография
Родился в испанской семье. Отец, Игнасио Канонжия, первый кларнет театра Сан-Карлуш, переселившийся в 1780-е годы из Испании, отправил его на обучение в школу при братстве апостола Павла, где Канонжия обучался среди прочего пению, игре на фортепиано и скрипке.
Игре на кларнете Канонжия учился у Иоганна Антона Виссе, немецкого музыканта, жившего в Лиссабоне и также игравшего в оркестре театра Сан-Карлуш. Окончив обучение в школе, он был принят в театральный оркестр в Салитри. В 1806―1808 он жил в Париже, затем в Нанте. После сольных выступлений в Париже и Лондоне и возвращения в Португалию Канонжия получил место первого кларнетиста при дворе португальского короля. Канонжия много гастролировал по всей Европе: в 1818 году состоялись его концерты в Генуе и Болонье, в 1819 ― в Петербурге, в 1820 ― в Турине, Цюрихе, Дрездене, Веймаре, Франкфурте, Берлине, и почти везде он исполнял собственные сочинения. В 1821, после концертов в Мюнхене, Канонжия через Париж вернулся в Лиссабон, где стал солистом оркестра театра Сан-Карлуш. Этот пост он занимал до конца жизни.
С 1824 Канонжия преподавал игру в Патриархальной семинарии (с 1835 ― Национальная консерватория Лиссабона). Среди его учеников наибольшую известность получил Антонио Жозе Крунер (1828―1884).

## Творчество
Канонжия, наряду с пианистом Жуан Домингушем Бонтемпу считается одним из крупнейших португальских музыкантов-виртуозов начала XIX века. Он обладал блестящей техникой, во время гастролей по Германии его мастерство сравнили с игрой Бермана и Хермштедта. В то же время некоторые критики отмечали в его игре недостаточную выразительность и гибкость звука.
Композиторское наследие Канонжии включает в себя четыре концерта, вариации, фантазии и другие сочинения для кларнета. Некоторые из них ещё при жизни автора были напечатаны в Париже и Лондоне при финансовой поддержке графа Фарробо.

## Источник
- Pamela Weston. More clarinet virtuosi of the past. — Fentone Music Limited, 1982. — С. 66―67. — 392 с. — ISBN 9780950625911.